# Pas de Quatre
Il Grand Pas de Quatre è un balletto divertissement coreografato da Jules Perrot nel 1845, su suggerimento di Benjamin Lumley, direttore dell'His Majesty's Theatre, su musica composta da Cesare Pugni.

## Storia
La sera in cui fu presentato a Londra (12 luglio 1845), suscitò un'enorme sensazione tra la critica e il pubblico. La ragione di questo era che riuniva, su un solo palcoscenico, le quattro più grandi ballerine del tempo, in ordine di apparizione: Lucile Grahn, Carlotta Grisi, Fanny Cerrito e Maria Taglioni. La quinta grande ballerina romantica dell'epoca, Fanny Elssler, era stata invitata a partecipare ma si era rifiutata di farlo, fu sostituita dalla giovane Lucile Grahn che accettò senza esitazione.
Il Pas de Quatre catturava l'essenza dello stile romantico in quanto le ballerine danzavano con leggerezza, delicatezza ed equilibrio. I passaggi richiedono che ogni area della tecnica classica del balletto venga eseguita. Queste aree includono movimenti adagio, petite allegro, grand allegro, footwork veloce, cambi di posizione aggraziati e movimenti eleganti e fluidi del braccio che sono diventati un elemento caratteristico del Pas de Quatre.
Ogni ballerina ha una variazione individuale, che viene eseguita in successione tra un'apertura e un finale che sono ballati insieme da tutte le ballerine. Queste variazioni erano state coreografate per la prima esecuzione della ballerina in ogni ruolo e progettate per mostrare le migliori caratteristiche di ciascuna di loro.
L'ordine di apparizione delle ballerine era per età, dalla più giovane alla più vecchia, per reprimere eventuali scontri tra di loro. Il cast originale del Pas de Quatre comparve insieme solo per quattro esibizioni; la Regina Vittoria e il Principe Alberto erano presenti il 17 luglio 1845, alla terza di queste quattro rappresentazioni.

## Rifacimento di Dolin
Quasi cento anni dopo, nel 1941, il Balletto fu restaurato dal coreografo Anton Dolin. I ballerini che utilizzò furono, in ordine di apparizione: Nathalie Krassovska nei panni di Lucile Grahn, Mia Slavenska nei panni di Carlotta Grisi, Alexandra Danilova nei panni di Fanny Cerrito e Alicia Markova nei panni di Maria Taglioni. Da allora molte compagnie di balletto e ballerini hanno eseguito il pezzo.
Gli unici ed esclusivi diritti di eseguire il Pas de Quatre di Dolin sono stati lasciati ai ballerini del Festival Ballet (ora English National Ballet) Belinda Wright e Jelko Yuresha, marito e moglie. La Wright e Dolin si conoscevano da quando lei era una giovane ballerina. Aveva vinto un Pavlova Award e catturato l'attenzione di Dolin. La Wright era ballerina principale al Festival Ballet di Dolin dopo anni con il Royal Ballet e suo marito Yuresha era un solista. Quando Dolin morì, il suo patrimonio, gestito dal nipote Phillip, conferì i diritti del Pas de Quatre alla Wright e Yuresha. Il Pas de Quatre di Dolin non può essere messo in scena, eseguito, prodotto o registrato senza il loro permesso e la loro messa in scena.

## La musica
La musica originale fu composta da Cesare Pugni ma fu utilizzata solo per le quattro rappresentazioni nel luglio del 1845 all'Her Majesty's Theatre con le grandi ballerine Grahn, Grisi, Cerrito e Taglioni. Nessuna ulteriore esecuzione ebbe luogo nei successivi decenni. Lo spartito per pianoforte della musica originale di Cesare Pugni fu poi riscoperto negli anni '30 al British Museum da Cyril W. Beaumont. Per la nuova coreografia di Anton Dolin era necessario un arrangiamento orchestrale. Il compositore Leighton Lucas creò un arrangiamento orchestrale simile allo spartito per pianoforte. Da allora molti altri compositori hanno creato versioni orchestrali dallo spartito di Cesare Pugni, come Heribert Beissel, William McDermott, Daniel Stirn o Peter March.